# Helicteulia heos
Helicteulia heos är en fjärilsart som beskrevs av Józef Razowski 1988. Helicteulia heos ingår i släktet Helicteulia och familjen vecklare. Inga underarter finns listade i Catalogue of Life.